# 한국프로농구 2003-04
2003-2004 애니콜 프로농구는 대한민국 프로농구 8번째 시즌이다. 총 10개 구단이 참여하며 2003년 10월 25일에 개막하게 되며 팀당 54경기(라운드 로빈 방식, 홈 27경기, 원정 27경기)를 치른다.